# Nordische Skiweltmeisterschaften 2001

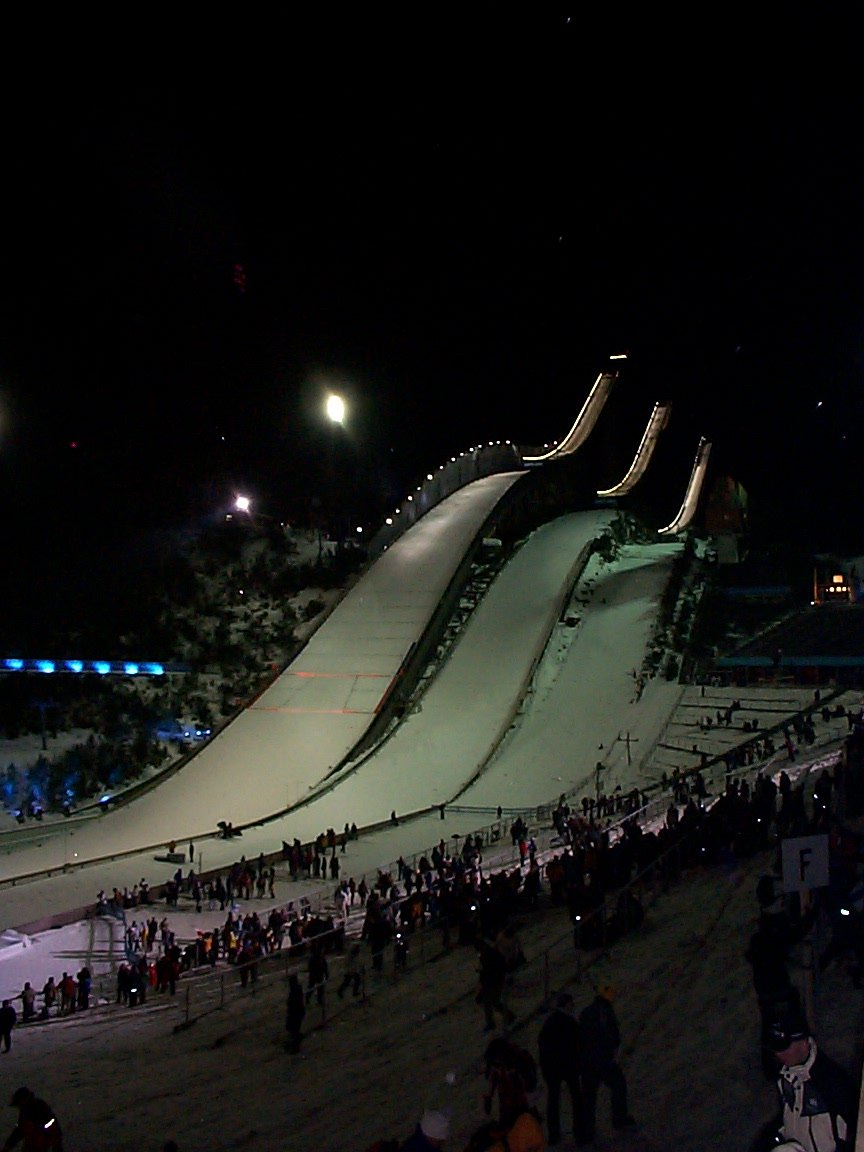
Die Salpausselkä-Schanze während der Nordischen Ski-Weltmeisterschaften 2001

Die 43. Nordischen Skiweltmeisterschaften fanden vom 15. bis 25. Februar 2001 in Lahti statt. Die Stadt in Finnland war damit nach 1926, 1938, 1958, 1978 und 1989 bereits zum sechsten Mal Austragungsort.

## Wettbewerbe
Es wurden achtzehn Wettkämpfe ausgetragen (Skilangläufe: elf / Skispringen: vier / Nordische Kombination: drei). Der 30-km-Lauf der Frauen musste wegen zu großer Kälte (−23 °C) abgesagt werden und fiel aus.
Im Langlauf stand bei den Frauen und den Männern erstmals der Sprint auf dem Programm. Nach einer Qualifikation traten die besten – hier noch jeweils zu viert – in mehreren Runden direkt gegeneinander an. Die jeweils ersten beiden qualifizierten sich für die nächste Runde, bis es im Finale zur Verteilung der Medaillen kam.
Außerdem wurden die bislang kürzesten Disziplinen, jeweils klassisch gelaufen, verlängert. Bei den Frauen wurden die bislang 5 km nun über die doppelte Distanz ausgetragen. Die Männer liefen anstelle von 10 nun 15 km. Die längste Frauenstrecke über 30 km konnte wegen der niedrigen Temperaturen an diesem Tag (−23 °C) nicht stattfinden, blieb jedoch grundsätzlich Programmteil von Weltmeisterschaften. Auch die Streckenlängen im Verfolgungswettbewerb wurden verändert. Die Männer liefen anstelle von 10 km klassisch + 15 km Freistil nun über beide Stilarten jeweils 10 km. Die Frauen absolvierten anstelle von 5 km klassisch + 10 km Freistil nun über beide Stilarten jeweils 5 km.
Eine weitere Disziplinerweiterung gab es bei den Skispringern. Das Mannschaftsspringen wurde nun sowohl auf der Normal- als auch auf der Großschanze ausgetragen.

## Doping
Die Langlaufwettbewerbe wurden durch einen Dopingskandal um sechs finnische Langläufer überschattet. Den heimischen Läufern Virpi Kuitunen, Milla Jauho, Harri Kirvesniemi, Jari Isometsä, Janne Immonen sowie dem mehrfachen Weltmeister und Olympiasieger Mika Myllylä wurde die Einnahme des Blutplasma-Expanders HES nachgewiesen. Die Staffel der Männer (1. Platz) und der Frauen (2. Platz) wurden disqualifiziert. Der Skandal hatte weitreichende Folgen für den Langlauf in Finnland. Eine nach den Weltmeisterschaften von der finnischen Regierung angeordnete Untersuchung ergab, dass die unerlaubten leistungssteigernden Maßnahmen auf Anordnung der Trainer und mit Wissen des Teamarztes und des finnischen Verbandes verwendet wurden. Der damalige Cheftrainer Kari-Pekka Kyrö erhielt aufgrund seines Geständnisses, verbotene Substanzen weitergegeben zu haben, eine Bewährungs- und Geldstrafe. Mika Myllylä litt nach seiner Karriere an Alkoholproblemen und wurde 2011 tot in seinem Haus aufgefunden.

## Sportliche Erfolge
Erfolgreichste Nation war wieder Norwegen. Mit sechs Goldmedaillen führten die Norweger den Medaillenspiegel an vor den Deutschen, die sich immer mehr als Wintersportnation zeigten und hier drei WM-Titel errangen. Bei diesen Weltmeisterschaften waren es v. a. wieder die Skispringer und nun ebenfalls die Nordisch Kombinierten, die aus deutscher Sicht erfolgreich waren. Und auch die Langläufer wurden immer stärker. Weitere erfolgreiche Nationen waren Schweden und Finnland mit je zwei Goldmedaillen.
Im Langlauf errang der Schwede Per Elofsson zwei Einzeltitel und dazu noch Silber mit seiner Staffel. Dieselbe Bilanz hatte die norwegische Langläuferin Bente Skari vorzuweisen. Bei den Nordisch Kombinierten zeigte wieder einmal der Norweger Bjarte Engen Vik seine Klasse. Er gewann einen der beiden Einzeltitel und außerdem Mannschaftsgold. Im Skispringen gab es zweimal das Duell der beiden herausragenden Athleten Martin Schmitt aus Deutschland und Adam Małysz aus Polen. Auf der Normalschanze war Malysz vorn und auf der Großschanze Schmitt, der mit seinem Team zusätzlich noch den Titel auf der Großschanze und die Bronzemedaille auf der Normalschanze gewann und damit zum erfolgreichsten Sportler dieser Weltmeisterschaften wurde.

## Medaillenspiegel
| Platz | Nation      | Gold | Silber | Bronze | Gesamt |
| ----- | ----------- | ---- | ------ | ------ | ------ |
| 01    | Norwegen    | 6    | 2      | 2      | 10     |
| 02    | Deutschland | 3    | 2      | 3      | 8      |
| 03    | Finnland    | 2    | 5      | 3      | 10     |
| 04    | Schweden    | 2    | 2      | 0      | 4      |
| 05    | Russland    | 1    | 3      | 6      | 10     |
| 06    | Österreich  | 1    | 1      | 3      | 5      |
| 07    | Polen       | 1    | 1      | 0      | 2      |
| 07    | Spanien     | 1    | 1      | 0      | 2      |
| 09    | Estland     | 1    | 0      | 0      | 1      |
| 10    | Italien     | 0    | 1      | 1      | 2      |

| Platz | Sportler            | Gold | Silber | Bronze | Gesamt |
| ----- | ------------------- | ---- | ------ | ------ | ------ |
| 01    | Martin Schmitt      | 2    | 1      | 1      | 4      |
| 02    | Per Elofsson        | 2    | 1      | 0      | 3      |
| 03    | Tor Arne Hetland    | 2    | 0      | 0      | 2      |
| 03    | Bjarte Engen Vik    | 2    | 0      | 0      | 2      |
| 05    | Adam Małysz         | 1    | 1      | 0      | 2      |
| 05    | Johann Mühlegg      | 1    | 1      | 0      | 2      |
| 05    | Frode Estil         | 1    | 1      | 0      | 2      |
| 08    | Martin Höllwarth    | 1    | 0      | 2      | 3      |
| 09    | Odd-Bjørn Hjelmeset | 1    | 0      | 1      | 2      |
| 09    | Wolfgang Loitzl     | 1    | 0      | 1      | 2      |
| 09    | Andreas Goldberger  | 1    | 0      | 1      | 2      |
| 09    | Stefan Horngacher   | 1    | 0      | 1      | 2      |
| 09    | Sven Hannawald      | 1    | 0      | 1      | 2      |
| 09    | Michael Uhrmann     | 1    | 0      | 1      | 2      |
| 09    | Alexander Herr      | 1    | 0      | 1      | 2      |
| 16    | Andrus Veerpalu     | 1    | 0      | 0      | 1      |
| 16    | Marko Baacke        | 1    | 0      | 0      | 1      |
| 16    | Thomas Alsgaard     | 1    | 0      | 0      | 1      |
| 16    | Kenneth Braaten     | 1    | 0      | 0      | 1      |
| 16    | Sverre Rotevatn     | 1    | 0      | 0      | 1      |
| 16    | Kristian Hammer     | 1    | 0      | 0      | 1      |
| 22    | Samppa Lajunen      | 0    | 2      | 1      | 3      |
| 22    | Janne Ahonen        | 0    | 2      | 1      | 3      |
| 24    | Mathias Fredriksson | 0    | 2      | 0      | 2      |
| 24    | Risto Jussilainen   | 0    | 2      | 0      | 2      |
| 24    | Ville Kantee        | 0    | 2      | 0      | 2      |
| 27    | René Sommerfeldt    | 0    | 1      | 1      | 2      |
| 27    | Felix Gottwald      | 0    | 1      | 1      | 2      |
| 29    | Cristian Zorzi      | 0    | 1      | 0      | 1      |
| 29    | Urban Lindgren      | 0    | 1      | 0      | 1      |
| 29    | Magnus Ingesson     | 0    | 1      | 0      | 1      |
| 29    | Christoph Eugen     | 0    | 1      | 0      | 1      |
| 29    | Mario Stecher       | 0    | 1      | 0      | 1      |
| 29    | David Kreiner       | 0    | 1      | 0      | 1      |
| 29    | Matti Hautamäki     | 0    | 1      | 0      | 1      |
| 29    | Jani Soininen       | 0    | 1      | 0      | 1      |
| 37    | Håvard Solbakken    | 0    | 0      | 1      | 1      |
| 37    | Michail Iwanow      | 0    | 0      | 1      | 1      |
| 37    | Sergei Krjanin      | 0    | 0      | 1      | 1      |
| 37    | Witali Denissow     | 0    | 0      | 1      | 1      |
| 37    | Ronny Ackermann     | 0    | 0      | 1      | 1      |
| 37    | Jens Filbrich       | 0    | 0      | 1      | 1      |
| 37    | Andreas Schlütter   | 0    | 0      | 1      | 1      |
| 37    | Ron Spanuth         | 0    | 0      | 1      | 1      |
| 37    | Jari Mantila        | 0    | 0      | 1      | 1      |
| 37    | Hannu Manninen      | 0    | 0      | 1      | 1      |
| 37    | Jaakko Tallus       | 0    | 0      | 1      | 1      |

| Platz | Sportlerin         | Gold | Silber | Bronze | Gesamt |
| ----- | ------------------ | ---- | ------ | ------ | ------ |
| 01    | Bente Skari        | 2    | 1      | 0      | 3      |
| 02    | Olga Danilowa      | 1    | 2      | 1      | 4      |
| 03    | Larissa Lasutina   | 1    | 1      | 1      | 3      |
| 04    | Julija Tschepalowa | 1    | 0      | 1      | 2      |
| 05    | Pirjo Manninen     | 1    | 0      | 0      | 1      |
| 05    | Virpi Kuitunen     | 1    | 0      | 0      | 1      |
| 05    | Nina Gawriljuk     | 1    | 0      | 0      | 1      |
| 08    | Kati Sundqvist     | 0    | 1      | 0      | 1      |
| 08    | Anita Møen         | 0    | 1      | 0      | 1      |
| 08    | Elin Nilsen        | 0    | 1      | 0      | 1      |
| 08    | Norwegen           | 0    | 1      | 0      | 1      |
| 12    | Kaisa Varis        | 0    | 0      | 1      | 1      |
| 12    | Gabriella Paruzzi  | 0    | 0      | 1      | 1      |
| 12    | Sabina Valbusa     | 0    | 0      | 1      | 1      |
| 12    | Cristina Paluselli | 0    | 0      | 1      | 1      |
| 12    | Stefania Belmondo  | 0    | 0      | 1      | 1      |

## Resultate Langlauf Männer

### Sprint, Freistil
| Platz | Sportler              |
| ----- | --------------------- |
| 1     | Tor Arne Hetland      |
| 2     | Cristian Zorzi        |
| 3     | Håvard Solbakken      |
| 4     | Ari Palolahti         |
| 5     | Anders Högberg        |
| 6     | Peter Schlickenrieder |
| 7     | Silvio Fauner         |
| 8     | René Sommerfeldt      |
| 9     | Christoph Sumann      |
| 10    | Jan Jacob Verdenius   |

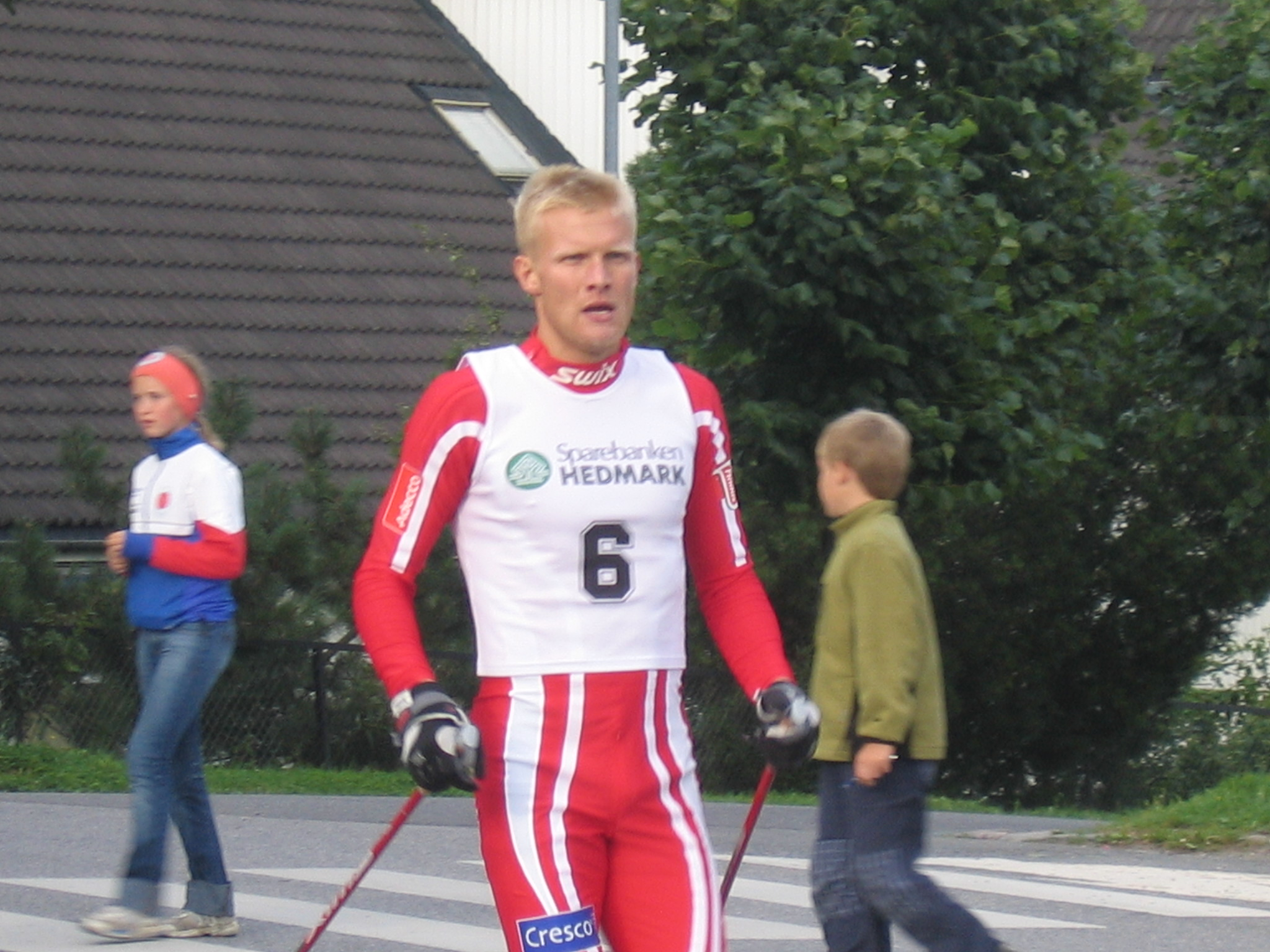
Tor Arne Hetland – Weltmeister im Sprint und mit seiner Staffel

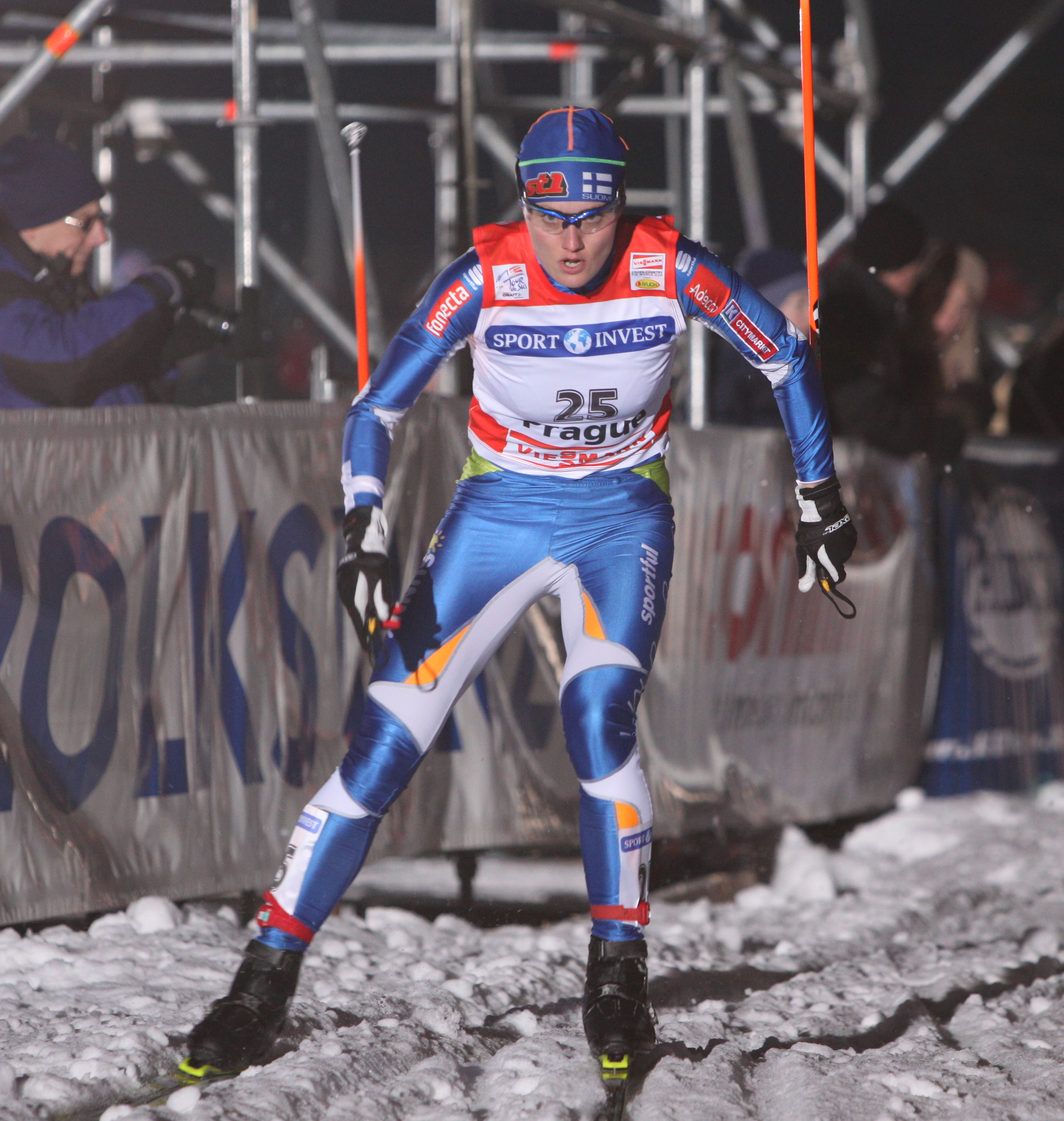
Pirjo Manninen, spätere Pirjo Muranen, wurde erste Sprintweltmeisterin

Dieser Wettbewerb stand erstmals bei Weltmeisterschaften bzw. Olympischen Spielen auf dem Programm.
Datum: 21. Februar 2001

### 15 km klassisch
| Platz | Sportler            | Zeit [min] |
| ----- | ------------------- | ---------- |
| 1     | Per Elofsson        | 39:26,0    |
| 2     | Mathias Fredriksson | 39:42,5    |
| 3     | Odd-Bjørn Hjelmeset | 39:49,3    |
| 4     | Harri Kirvesniemi   | 40:06,3    |
| 5     | Andrus Veerpalu     | 40:06,5    |
| 6     | Frode Estil         | 40:21,1    |
| 7     | Anders Aukland      | 40:25,5    |
| 8     | Johann Mühlegg      | 40:25,1    |
| 9     | Magnus Ingesson     | 40:36,7    |
| 10    | Jaak Mae            | 40:41,0    |

Olympiasieger 1998 (über 10 km):  Bjørn Dæhlie
Weltmeister 1999 (über 10 km):  Mika Myllylä
Datum: 15. Februar 2001

### 20 km Verfolgungsrennen
| Platz | Sportler              | Zeit [min] |
| ----- | --------------------- | ---------- |
| 1     | Per Elofsson          | 47:15,5    |
| 2     | Johann Mühlegg        | 47:42,0    |
| 3     | Witali Denissow       | 47:49,5    |
| 4     | Mathias Fredriksson   | 47:56,3    |
| 5     | Thomas Alsgaard       | 47:59,0    |
| 6     | Markus Hasler         | 47:59,5    |
| 7     | Tor Arne Hetland      | 48:00,7    |
| 8     | Sabina Valbusa        | 48:01,4    |
| 9     | Pietro Piller Cottrer | 48:01,9    |
| 10    | Kristen Skjeldal      | 48:03,6    |

Olympiasieger 1998 (10 km klassisch + 15 km Freistil):  Thomas Alsgaard
Weltmeister 1999 (10 km klassisch + 15 km Freistil):  Thomas Alsgaard
Datum: 17. Februar 2001

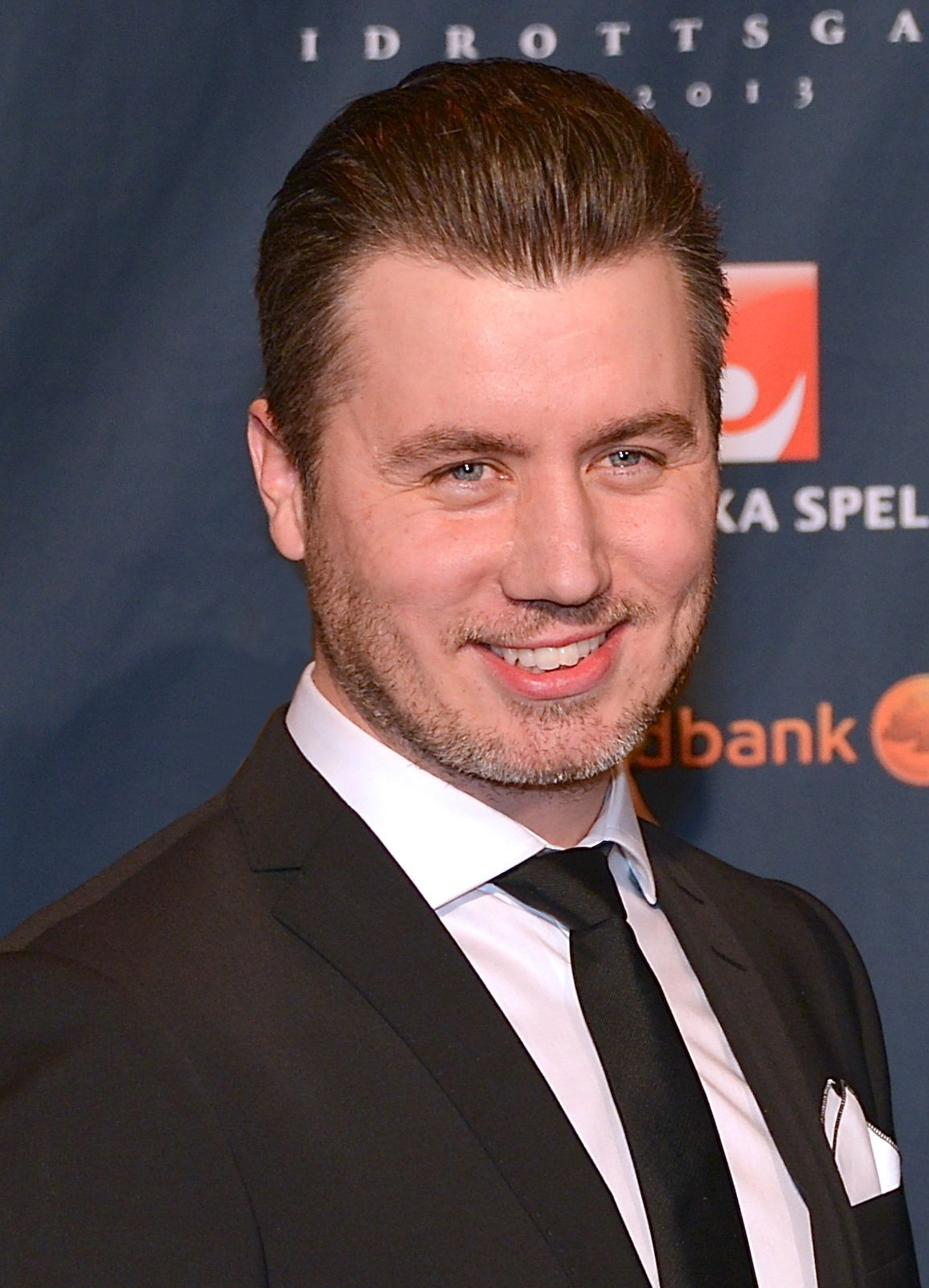
Per Elofsson (hier im Jahr 2013) gewann über 15 km sowie in der Verfolgung

Zuerst erfolgte ein 10-km-Lauf im klassischen Stil, danach ein 10-km-Lauf im Freistil.
Dem ursprünglich zweitplatzierten Finnen Jari Isometsä (47:24,9 min) wurde die Silbermedaille wegen Verstoßes gegen die Antidopingbestimmungen aberkannt.

### 30 km klassisch
| Platz | Sportler            | Zeit [h]  |
| ----- | ------------------- | --------- |
| 1     | Andrus Veerpalu     | 1:14:17,9 |
| 2     | Frode Estil         | 1:14:18,1 |
| 3     | Michail Iwanow      | 1:14:49,1 |
| 4     | Erling Jevne        | 1:14:57,2 |
| 5     | Odd-Bjørn Hjelmeset | 1:15:15,7 |
| 6     | Mathias Fredriksson | 1:15:21,5 |
| 7     | Fabio Maj           | 1:15:21,6 |
| 8     | Harri Kirvesniemi   | 1:15:24,5 |
| 9     | Anders Aukland      | 1:15:29,6 |
| 10    | Janne Immonen       | 1:15:29,6 |

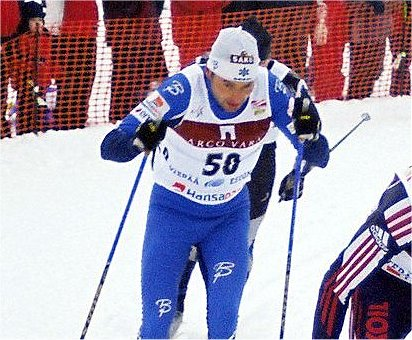
Der 30-km-Langlauf-Weltmeister Andrus Veerpalu

Olympiasieger 1998 (klassisch):  Mika Myllylä
Weltmeister 1999 (Freistil):  Mika Myllylä
Datum: 19. Februar 2001

### 50 kmFreistil
| Platz | Sportler              | Zeit [h]  |
| ----- | --------------------- | --------- |
| 1     | Johann Mühlegg        | 2:05:27,2 |
| 2     | René Sommerfeldt      | 2:07:23,4 |
| 3     | Sergei Krjanin        | 2:07:28,4 |
| 4     | Andrei Nutrichin      | 2:08:30,3 |
| 5     | Christian Hoffmann    | 2:08:50,5 |
| 6     | Per Elofsson          | 2:08:51,9 |
| 7     | Wladimir Wilissow     | 2:09:26,9 |
| 8     | Pietro Piller Cottrer | 2:09:52,0 |
| 9     | Alexei Prokurorow     | 2:10:09,7 |
| 10    | Kristen Skjeldal      | 2:10:12,1 |

Olympiasieger 1998 (Freistil):  Bjørn Dæhlie
Weltmeister 1999 (klassisch):  Mika Myllylä
Datum: 25. Februar 2001
René Sommerfeldt war zwei Minuten vor dem späteren Sieger Johann Mühlegg gestartet. Mühlegg ging von Beginn an ein Höllentempo und holte Sommerfeldt ein. Der Deutsche schaffte es dann, sich bis ins Ziel hinein an die Skienden des Spaniers zu heften. Mühlegg hielt sein hohes Tempo und die führende Position bis zum Schluss, während Sommerfeldt Platz um Platz gutmachte und am Ende die Silbermedaille gewann.

### 4 × 10 km Staffel
| Platz | Land        | Sportler                                                                     | Zeit [h]  |
| ----- | ----------- | ---------------------------------------------------------------------------- | --------- |
| 1     | Norwegen    | Frode Estil Odd-Bjørn Hjelmeset Thomas Alsgaard Tor Arne Hetland             | 1:36:42,5 |
| 2     | Schweden    | Urban Lindgren Mathias Fredriksson Magnus Ingesson Per Elofsson              | 1:37:25,2 |
| 3     | Deutschland | Jens Filbrich Andreas Schlütter Ron Spanuth René Sommerfeldt                 | 1:37:30,5 |
| 4     | Russland    | Witali Denissow Michail Iwanow Nikolai Bolschakow Wladimir Wilissow          | 1:38:02,7 |
| 5     | Österreich  | Gerhard Urain Michail Botwinow Achim Walcher Christian Hoffmann              | 1:38:16,3 |
| 6     | Italien     | Fulvio Valbusa Fabio Maj Pietro Piller Cottrer Cristian Zorzi                | 1:38:45,1 |
| 7     | Estland     | Andrus Veerpalu Jaak Mae Meelis Aasmäe Indrek Tobreluts                      | 1:40.17,5 |
| 8     | Schweiz     | Reto Burgermeister Patrick Mächler Gion-Andrea Bundi Patrick Rölli           | 1:40:46,2 |
| 9     | Belarus     | Mikalaj Semenjako Aljaksej Trehubou Aljaksandr Sannikou Sjarhej Dalidowitsch | 1:41:28,0 |
| 10    | Slowakei    | Ivan Bátory Pavol Lacko Martin Bajčičák Michal Malák                         | 1:41:32,5 |
| 11    | Kasachstan  | Pawel Rjabinin Igor Subrilin Andrei Newsorow Andrei Golowko                  | 1:41:43,9 |
| 12    | Japan       | Hiroyuki Imai Katsuhito Ebisawa Mitsuo Horigome Hiroshi Kūdo                 | 1:41:55,3 |
| 13    | USA         | David Chamberlain Kris Freeman Carl Swenson Robert Whitney                   | 1:43:43,8 |
| 14    | Tschechien  | Josef Kucera Lukáš Bauer Petr Michl Martin Koukal                            | 1:44:53,3 |
| 15    | Ukraine     | Oleksandr Sarownyj Wolodymyr Olschanskyj Roman Lejbjuk Volodymyr Ivanov      | 1:45:07,5 |
| DOP   | Finnland    | Janne Immonen Harri Kirvesniemi Sami Repo Mika Myllylä                       | 1:36:15,5 |

Olympiasieger 1998:  Norwegen (Sture Sivertsen, Erling Jevne, Bjørn Dæhlie, Thomas Alsgaard)

Weltmeister 1999:  Österreich (Alois Stadlober, Markus Gandler, Michail Botwinow, Christian Hoffmann)
Datum: 22. Februar 2001
Die ersten beiden Läufer jeder Mannschaft liefen im klassischen, die letzten beiden im freien Stil.
Die finnische Staffel belegte zunächst den ersten Platz, wurde jedoch aufgrund einer positiven Dopingprobe von Janne Immonen disqualifiziert.

## Resultate Langlauf Frauen

### Sprint, Freistil
| Platz | Sportlerin         |
| ----- | ------------------ |
| 1     | Pirjo Manninen     |
| 2     | Kati Sundqvist     |
| 3     | Julija Tschepalowa |
| 4     | Sabina Valbusa     |
| 5     | Nina Gawriljuk     |
| 6     | Jelena Buruchina   |
| 7     | Anita Møen         |
| 8     | Elina Pienimäki    |
| 9     | Beckie Scott       |
| 10    | Manuela Henkel     |

Dieser Wettbewerb stand erstmals bei Weltmeisterschaften bzw. Olympischen Spielen auf dem Programm.
Datum: 21. Februar 2001

### 10 km klassisch
| Platz | Sportlerin         | Zeit [min] |
| ----- | ------------------ | ---------- |
| 1     | Bente Skari        | 26:55,5    |
| 2     | Olga Danilowa      | 27:08,4    |
| 3     | Larissa Lasutina   | 27:27,0    |
| 4     | Stefania Belmondo  | 27:40,5    |
| 5     | Virpi Kuitunen     | 27:43,4    |
| 6     | Hilde Pedersen     | 27:56,3    |
| 7     | Kaisa Varis        | 28:03,1    |
| 8     | Swetlana Nageikina | 28:22,5    |
| 9     | Milla Jauho        | 28:24,8    |
| 10    | Olga Sawjalowa     | 28:25,6    |

Olympiasiegerin 1998 (über 5 km):  Larissa Lasutina
Weltmeisterin 1999 (über 5 km):  Bente Skari
Datum: 20. Februar 2001

### 10 km Verfolgungsrennen

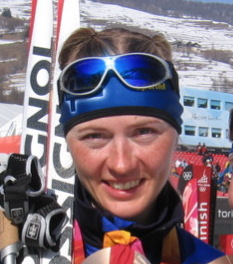
In der Verfolgung siegte Virpi Kuitonen

| Platz | Sportlerin         | Zeit [min] |
| ----- | ------------------ | ---------- |
| 1     | Virpi Kuitunen     | 28:06,1    |
| 2     | Larissa Lasutina   | 28:08,9    |
| 3     | Olga Danilowa      | 28:09,3    |
| 4     | Stefania Belmondo  | 28:23,3    |
| 5     | Bente Skari        | 28:24,3    |
| 6     | Kaisa Varis        | 28:26,2    |
| 7     | Julija Tschepalowa | 28:39,6    |
| 8     | Nina Gawriljuk     | 28:42,8    |
| 9     | Milla Jauho        | 28:50,1    |
| 10    | Sabina Valbusa     | 29:15,3    |

Olympiasiegerin 1998 (5 km klassisch + 5 km Freistil):  Larissa Lasutina
Weltmeisterin 1999 (5 km klassisch + 10 km Freistil):  Stefania Belmondo
Datum: 18. Februar 2001
Zuerst erfolgte ein 5-km-Lauf im klassischen Stil und anschließend ein 5-km-Lauf im Freistil.

### 15 km klassisch
| Platz | Sportlerin          | Zeit [min] |
| ----- | ------------------- | ---------- |
| 1     | Bente Skari         | 43:54,8    |
| 2     | Olga Danilowa       | 44:02,5    |
| 3     | Kaisa Varis         | 44:57,5    |
| 4     | Hilde Pedersen      | 45:20,4    |
| 5     | Virpi Kuitunen      | 45:25,7    |
| 6     | Milla Jauho         | 45:39,1    |
| 7     | Larissa Lasutina    | 45:51,7    |
| 8     | Stefania Belmondo   | 46:08,4    |
| 9     | Kateřina Neumannová | 46:09,7    |
| 10    | Julija Tschepalowa  | 46:09,8    |

Olympiasiegerin 1998 (klassisch):  Olga Danilowa
Weltmeisterin 1999 (Freistil):  Stefania Belmondo
Datum: 15. Februar 2001

### 4 × 5 km Staffel
| Platz | Land        | Sportlerinnen                                                                     | Zeit [min] |
| ----- | ----------- | --------------------------------------------------------------------------------- | ---------- |
| 1     | Russland    | Olga Danilowa Larissa Lasutina Julija Tschepalowa Nina Gawriljuk                  | 53:01,6    |
| 2     | Norwegen    | Anita Møen Bente Skari Elin Nilsen Hilde Pedersen                                 | 54:01,9    |
| 3     | Italien     | Gabriella Paruzzi Sabina Valbusa Cristina Paluselli Stefania Belmondo             | 54:23,3    |
| 4     | Deutschland | Viola Bauer Manuela Henkel Claudia Künzel Evi Sachenbacher                        | 55:44,5    |
| 5     | Schweden    | Carin Holmberg Elin Ek Mariana Handler Jenny Olsson                               | 55:47,0    |
| 6     | Kanada      | Beckie Scott Milaine Thériault Jaime Fortier Sara Renner                          | 55:47,4    |
| 7     | Schweiz     | Andrea Huber Laurence Rochat Natascia Leonardi-Cortesi Seraina Mischol            | 56:18,5    |
| 8     | Tschechien  | Jana Šaldová Kamila Rajdlová Helena Balatková Zuzana Kocumová                     | 56:18,6    |
| 9     | Kasachstan  | Swetlana Deschewych Swetlana Malachowa-Schischkina Jelena Kolomina Oxana Jazkaja  | 57:06,9    |
| 10    | Ukraine     | Maryna Pestrjakowa Olena Hajassowa Tatiana Tsomko Iryna Taranenko-Terelja         | 57:37,1    |
| 11    | Slowenien   | Ines Hižar Petra Majdič Nataša Lačen Andreja Mali                                 | 57:40,4    |
| 12    | USA         | Wendy Wagner Tessa Benoit Barb Jones Kikkan Randall                               | 58:25,0    |
| 13    | Japan       | Sumiko Yokoyama Kanoko Goto Fumiko Aoki Chizuru Soneta                            | 58:45,1    |
| 14    | Belarus     | Jelena Michailowa Iryna Skripnik Natallja Swirydowa-Kalinowskaja Ljudmila Karolik | 59:02,5    |
| DSQ   | Finnland    | Virpi Kuitunen Milla Jauho Kaisa Varis Pirjo Manninen                             | (53:55,7)  |

Olympiasiegerinnen 1998:  Russland (Nina Gawriljuk, Olga Danilowa. Jelena Välbe, Larissa Lasutina)

Weltmeisterinnen 1999:  Russland (Olga Danilowa, Larissa Lasutina, Anfissa Reszowa, Nina Gawriljuk)
Datum: 23. Februar 2001
Die ersten beiden Läuferinnen jeder Mannschaft liefen im klassischen, die letzten beiden im freien Stil.
Die finnische Staffel belegte zunächst den zweiten Platz, wurde jedoch aufgrund einer positiven Dopingprobe von Virpi Kuitunen disqualifiziert.

## Resultate Skispringen Männer
Detaillierte Ergebnisse

### Normalschanze

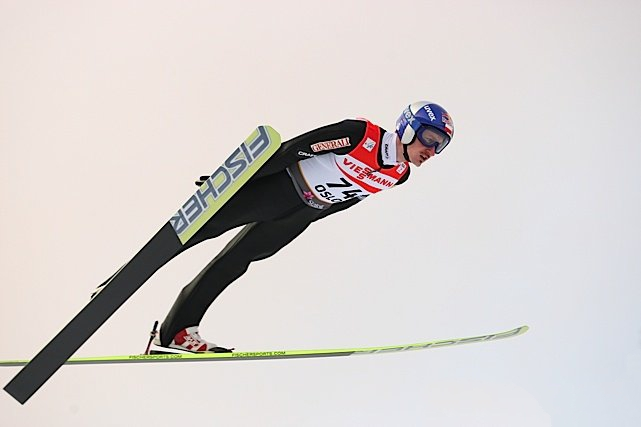
Adam Małysz – Gold auf der Normal- und Silber auf der Großschanze

| Platz | Sportler           | Punkte |
| ----- | ------------------ | ------ |
| 1     | Adam Małysz        | 246,0  |
| 2     | Martin Schmitt     | 233,0  |
| 3     | Martin Höllwarth   | 223,0  |
| 4     | Stefan Horngacher  | 219,0  |
| 5     | Masahiko Harada    | 217,5  |
| 6     | Andreas Goldberger | 216,5  |
| 7     | Janne Ahonen       | 216,5  |
| 8     | Noriaki Kasai      | 215,5  |
| 9     | Matti Hautamäki    | 214,0  |
| 10    | Ville Kantee       | 212,5  |

Olympiasieger 1998:  Jani Soininen
Weltmeister 1999:  Kazuyoshi Funaki
Datum: 23. Februar 2001

### Großschanze

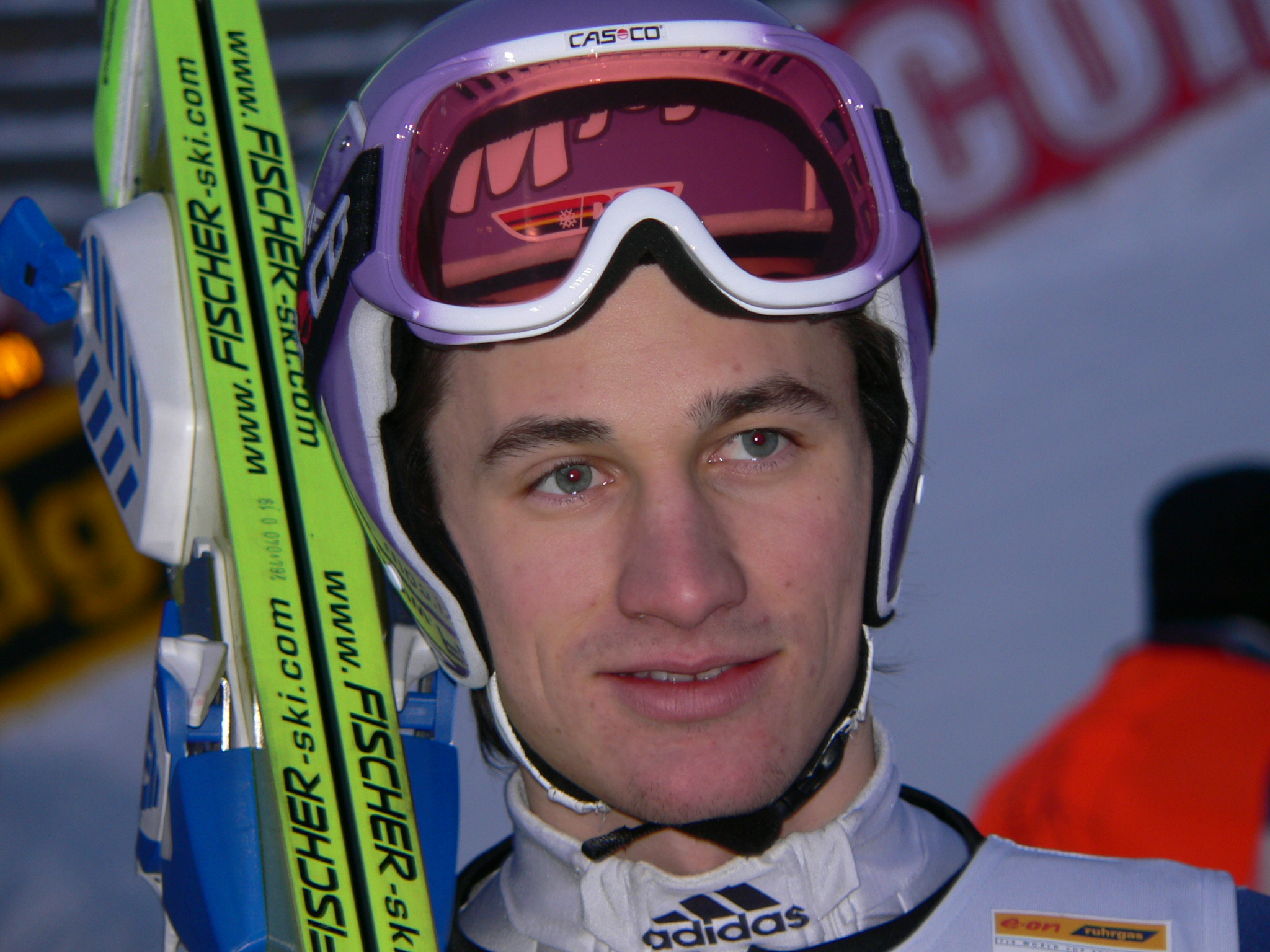
Martin Schmitt – Gold auf der Groß-, Silber auf der Normalschanze, Bronze mit dem Team

| Platz | Sportler          | Punkte |
| ----- | ----------------- | ------ |
| 1     | Martin Schmitt    | 276,3  |
| 2     | Adam Małysz       | 273,5  |
| 3     | Janne Ahonen      | 267,4  |
| 4     | Martin Höllwarth  | 251,4  |
| 5     | Stefan Horngacher | 238,9  |
| 6     | Sven Hannawald    | 236,9  |
| 7     | Alexander Herr    | 234,5  |
| 8     | Henning Stensrud  | 226,6  |
| 9     | Ville Kantee      | 225,3  |
| 10    | Jani Soininen     | 222,4  |

Olympiasieger 1998:  Kazuyoshi Funaki
Weltmeister 1999:  Martin Schmitt
Datum: 19. Februar 2001

### Mannschaftsspringen Normalschanze
| Platz | Land        | Sportler                                                              | Punkte |
| ----- | ----------- | --------------------------------------------------------------------- | ------ |
| 1     | Österreich  | Wolfgang Loitzl Andreas Goldberger Stefan Horngacher Martin Höllwarth | 953,5  |
| 2     | Finnland    | Matti Hautamäki Risto Jussilainen Ville Kantee Janne Ahonen           | 951,5  |
| 3     | Deutschland | Sven Hannawald Michael Uhrmann Alexander Herr Martin Schmitt          | 911,5  |
| 4     | Japan       | Hideharu Miyahira Takanobu Okabe Noriaki Kasai Masahiko Harada        | 886,5  |
| 5     | Polen       | Robert Mateja Tomasz Pochwała Wojciech Skupień Adam Małysz            | 849,5  |
| 6     | Slowenien   | Damjan Fras Primož Urh-Zupan Igor Medved Jure Radelj                  | 838,5  |
| 7     | Tschechien  | Jakub Janda Michal Doležal Jakub Hlava Jaroslav Sakala                | 808,5  |
| 8     | Norwegen    | Roar Ljøkelsøy Olav Magne Dønnem Bjørn Einar Romøren Henning Stensrud | 791,5  |
| 9     | Schweiz     | Marco Steinauer Marc Vogel Sylvain Freiholz Andreas Küttel            | 782,0  |
| 10    | Schweden    | Jens Brännlund Rickard Fröier Johan Munters Kristoffer Jåfs           | 692,0  |

Dieser Wettbewerb stand erstmals bei Weltmeisterschaften bzw. Olympischen Spielen auf dem Programm.
Datum: 25. Februar 2001

### Mannschaftsspringen Großschanze
| Platz | Land        | Sportler                                                               | Punkte |
| ----- | ----------- | ---------------------------------------------------------------------- | ------ |
| 1     | Deutschland | Sven Hannawald Michael Uhrmann Alexander Herr Martin Schmitt           | 939,8  |
| 2     | Finnland    | Jani Soininen Risto Jussilainen Ville Kantee Janne Ahonen              | 900,2  |
| 3     | Österreich  | Wolfgang Loitzl Andreas Goldberger Stefan Horngacher Martin Höllwarth  | 880,2  |
| 4     | Japan       | Hideharu Miyahira Kazuya Yoshioka Masahiko Harada Noriaki Kasai        | 837,9  |
| 5     | Slowenien   | Damjan Fras Primož Urh-Zupan Igor Medved Jure Radelj                   | 701,3  |
| 6     | Tschechien  | Jakub Janda Jakub Hlava Michal Doležal Jaroslav Sakala                 | 692,2  |
| 7     | Norwegen    | Bjørn Einar Romøren Roar Ljøkelsøy Henning Stensrud Tommy Ingebrigtsen | 680,7  |
| 8     | Polen       | Marcin Bachleda Wojciech Skupień Robert Mateja Adam Małysz             | 659,8  |
| 9     | Schweiz     | Marco Steinauer Marc Vogel Sylvain Freiholz Andreas Küttel             | 573,8  |
| 10    | Schweden    | Jens Brännlund Rickard Fröier Johan Munters Kristoffer Jåfs            | 388,0  |

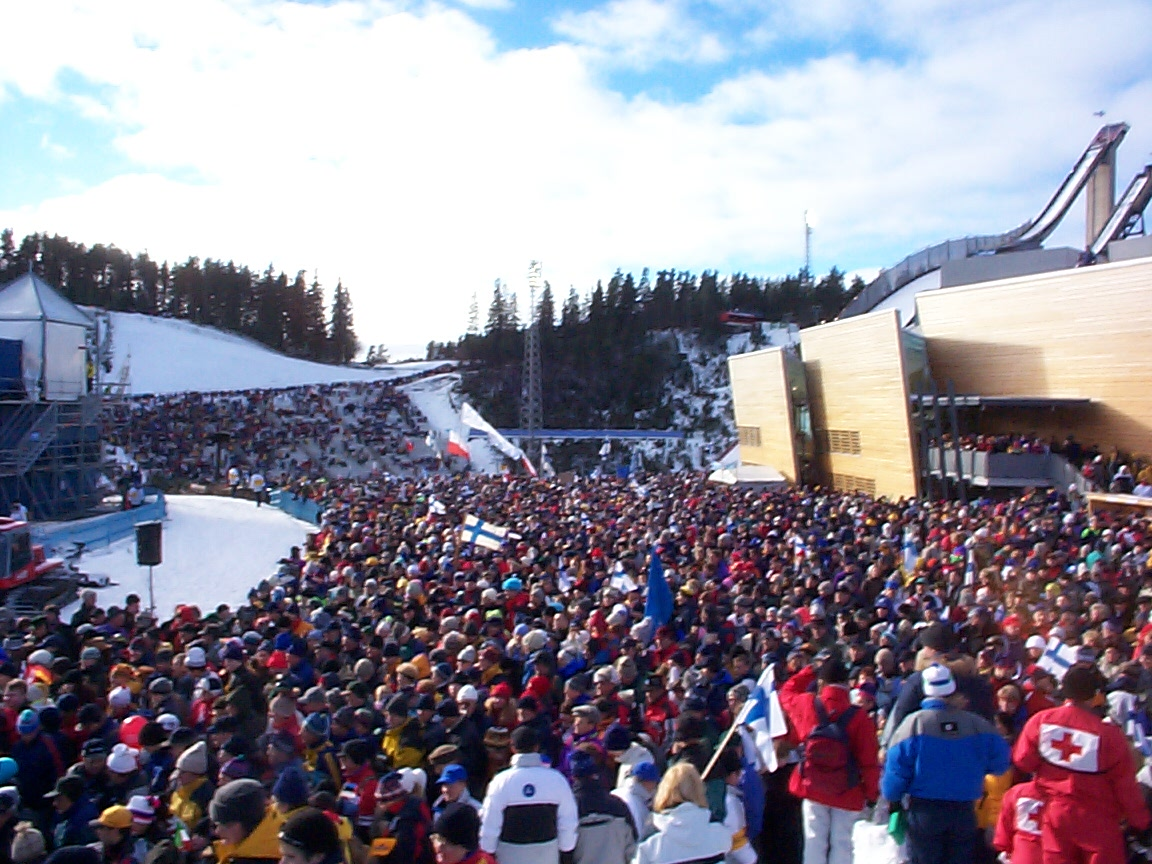
Zuschauer beim Skispringen

Olympiasieger 1998:  Japan (Takanobu Okabe, Hiroya Saitō, Masahiko Harada, Kazuyoshi Funaki)

Weltmeister 1999:  Deutschland (Sven Hannawald, Christof Duffner, Dieter Thoma, Martin Schmitt)
Datum: 24. Februar 2001

## Resultate Nordische Kombination

### Einzel Sprint (Großschanze K116/7,5 km)
| Platz | Sportler         | Zeit [min] / Rückstand [s] |
| ----- | ---------------- | -------------------------- |
| 1     | Marko Baacke     | 19:45,0                    |
| 2     | Samppa Lajunen   | 00+6,2                     |
| 3     | Ronny Ackermann  | 00+9,7                     |
| 4     | Jaakko Tallus    | 0+35,1                     |
| 5     | Kenji Ogiwara    | 0+42,6                     |
| 6     | Hannu Manninen   | 0+50,2                     |
| 7     | Kristian Hammer  | 0+51,2                     |
| 8     | Felix Gottwald   | 0+57,4                     |
| 9     | Bjarte Engen Vik | 0+75,0                     |
| 10    | David Kreiner    | 0+75,8                     |

Olympiasieger 1998: noch nicht ausgetragen / Weltmeister 1999:  Bjarte Engen Vik
Datum: 24. Februar 2001

### Einzel (Normalschanze K90/15 km)
| Platz | Sportler         | Zeit [min] / Rückstand [min] |
| ----- | ---------------- | ---------------------------- |
| 1     | Bjarte Engen Vik | 039:26,7                     |
| 2     | Samppa Lajunen   | +1:04,6                      |
| 3     | Felix Gottwald   | +1:10,3                      |
| 4     | Hannu Manninen   | +1:55,0                      |
| 5     | Kristian Hammer  | +2:21,1                      |
| 6     | Ladislav Rygl    | +2:22,1                      |
| 7     | Kenji Ogiwara    | +2:35,5                      |
| 8     | Marko Baacke     | +2:45,8                      |
| 9     | David Kreiner    | +2:45,7                      |
| 10    | Jaakko Tallus    | +3:02,6                      |

Olympiasieger 1998:  Bjarte Engen Vik
Weltmeister 1999:  Bjarte Engen Vik
Datum: 16. Februar 2001

### Mannschaft
| Platz | Land        | Sportler                                                          | Zeit [min] / Rückstand [min] |
| ----- | ----------- | ----------------------------------------------------------------- | ---------------------------- |
| 1     | Norwegen    | Kenneth Braaten Sverre Rotevatn Bjarte Engen Vik Kristian Hammer  | 050:14,1                     |
| 2     | Österreich  | Christoph Eugen Mario Stecher David Kreiner Felix Gottwald        | +0:10,9                      |
| 3     | Finnland    | Jari Mantila Hannu Manninen Jaakko Tallus Samppa Lajunen          | +0:29,4                      |
| 4     | Deutschland | Marko Baacke Jens Deimel Ronny Ackermann Sebastian Haseney        | +0:43,5                      |
| 5     | Japan       | Satoshi Mori Daito Takahashi Gen Tomii Kenji Ogiwara              | +1:04,8                      |
| 6     | Russland    | Alexei Fadejew Alexei Barannikow Waleri Stoljarow Denis Tischagin | +3:52,0                      |
| 7     | Tschechien  | Milan Kučera Ladislav Rygl Vladimir Smid Pavel Churavý            | +3:52,4                      |
| 8     | USA         | Todd Lodwick Matt Dayton Johnny Spillane Bill Demong              | +4:11,4                      |
| 9     | Frankreich  | Ludovic Roux Kevin Arnould Sylvain Guillaume Frédéric Baud        | +4:49,9                      |
| 10    | Schweiz     | Andreas Hurschler Ronny Heer Ivan Rieder Andreas Hartmann         | +5:14,6                      |
| 11    | Estland     | Jens Salumäe Vahur Tasane Villu Teder Tambet Pikkor               | +8:38,5                      |

Olympiasieger 1998:  Norwegen (Halldor Skard, Kenneth Braaten, Bjarte Engen Vik, Fred Børre Lundberg)

Weltmeister 1999:  Finnland (Hannu Manninen, Tapio Nurmela, Jari Mantila, Samppa Lajunen)
Datum: 20. Februar 2001